# Antony Jay
Sir Antony Rupert Jay (Londen, 20 april 1930 – 21 augustus 2016) was een Brits schrijver.

## Biografie
Jay kwam in 1955 terecht bij de British Broadcasting Corporation, waar hij meewerkte aan series zoals Tonight (1957). In de jaren 60 verliet hij de BBC, om freelance te gaan werken. Tussen 1980 en 1988 was hij, met Jonathan Lynn, scenarist voor alle 38 afleveringen van Yes, Minister en zijn opvolger Yes, Prime Minister.  In de 'echte' politiek trad hij ook op als speech writer voor de Conservative Party onder leiding van Margaret Thatcher.
Jay overleed in 2016 op 86-jarige leeftijd.

## Onderscheidingen
- Koninklijke Orde van Victoria
- Orde van het Britse Rijk

- Gemeinsame Normdatei: 132335921
- International Standard Name Identifier: 0000 0001 1037 0820
- Library of Congress Control Number: n50037848
- Nationale Bibliotheek van Letland: 000010562
- MusicBrainz: 31550b06-1bcf-4ca5-ba39-83b23fd14287
- Nationale Bibliotheek van Tsjechië: xx0004655
- Nationale Bibliotheek van Israël: 987007272805105171
- SNAC: w6zx7f19
- Système universitaire de documentation: 035368586
- Virtual International Authority File: 7529223
- WorldCat: E39PCjvprBrKKm3xrhqppphjFq